# Житняков, Михаил Егорович
Михаи́л Его́рович Житняко́в (род. 21 января 1979, село Константиново, Раменский район, Московская область) — российский рок-музыкант, певец, композитор. Третий вокалист группы «Ария» (с 2011 года), а также экс-вокалист группы «Гран-КуражЪ» (2004—2012 год). Придя в «Арию» в 2011 году стал самым молодым участником за 26 лет (на тот момент) существования группы. До этого им был Максим Удалов.

## Биография
Родился 21 января 1979 года в селе Константиново Московской области. В 1996 году поступает в Российский государственный университет нефти и газа имени И. М. Губкина и заканчивает его в 2001 году, получив диплом инженера-механика. Работал в ОАО «Мостранснефтепродукт» на ЛПДС «Володарская», предприятии нефтепродуктообеспечения, возглавляя ремонтно-эксплуатационную службу.
В 2004 году познакомился с музыкантами из группы «КуражЪ». После прослушивания, на котором Житняков исполняет свою версию песни «Осколок льда», в июне 2004 года становится постоянным вокалистом коллектива (в 2008 году коллектив переименовывается в «Гран-КуражЪ»). C группой Михаил выпустил три полноформатных альбома и один сингл.
В 2009 году сотрудничает с известной рок-поэтессой Маргаритой Пушкиной в её студийном проекте «Margenta». Он исполнил композицию «Опрокинутость (В небе)», которая была издана в альбоме «Дети Савонаролы». В этом же году состоялось знакомство Житнякова с бас-гитаристом группы «Ария» Виталием Дубининым. В 2010 году исполняет песню «Цветок майорана», которая была издана на одноимённом сингле проекта «Margenta».
В 2010 году в составе группы «Гран-КуражЪ» записал кавер-версию на старую, неизданную композицию «Вулкан» группы «Ария» для трибьют-альбома «A Tribute to Ария. XXV»
, который вышел 27 ноября 2010 года к юбилейному концерту группы «Ария» в Олимпийском. В 2011 году из группы «Ария» увольняют вокалиста Артура Беркута. После этого Житнякову поступило приглашение занять вакантное место вокалиста, и 16 сентября в эфире «Нашего радио» было официально объявлено, что он стал третьим вокалистом «Арии». Также в эфире «Нашего радио» было озвучено, что он является экс-вокалистом группы «Гран-КуражЪ», однако официальных заявлений от группы об уходе Михаила Житнякова не поступало, но и опровергать это сам Житняков тоже не стал. 2 октября вышел альбом группы «Ария» «Феникс», на котором вокалистом выступил Житняков. 15 октября 2011 года стартовал концертный тур группы по более чем 30 городам России, Украины и Казахстана.
21 февраля 2012 года объявил о своём уходе из группы «Гран-КуражЪ» из-за своей занятости с группой «Ария». Однако, как и обещал, Житняков дописал вокал в третий альбом группы «Гран-КуражЪ» «Сердца в Атлантиде». 3 июня 2012 года состоялся концерт-презентация этого альбома, который стал последним в составе с Михаилом Житняковым.

Хочу поблагодарить моих друзей за совместную многолетнюю работу, от которой мы без сомнения получали массу положительных эмоций, поблагодарить поклонников группы «Гран-КуражЪ» за преданность и поддержку, которая побуждала нас к новым свершениям. Новому вокалисту, в свою очередь, хочу пожелать удачного вливания в дружный коллектив «Гран-КуражЪ».— Михаил Житняков
1 апреля 2012 года вышел альбом группы «Ария» «Live in Studio», который состоит из ранее изданных композиций, заново исполненных Житняковым.

Несмотря на то, что эти песни были у меня «на слуху» и многие из них ранее мною исполнялись, спеть их «живьём» в студии было непросто… Но очень интересно, и я очень рад выходу этого диска!— Михаил Житняков
21 ноября 2014 года принял участие в концерте, посвящённом 55-ти летию Игоря Куприянова и презентации его нового сингла «Время», на котором, дуэтом с Куприяновым, исполнил композицию «Фея летних снов». 25 ноября 2014 года вышел альбом группы «Ария» — «Через все времена». Михаил Житняков в новом альбоме дебютировал как композитор, написав, в соавторстве с Виталием Дубининым, музыку к песне «Точка невозврата». В следующем альбоме «Проклятье морей» также совместно с Виталием Дубининым написал музыку к песне «Пусть будет так».
1 марта 2024 года группа «Гран-КуражЪ» представила альбом «Легенды мира из огня». Житняков принял участие в записи композиции «Последняя глава».
25 мая 2024 года вышел выпуск передачи «Квартирник у Маргулиса», в котором басист «Арии» Виталий Дубинин представит программу своего сольного альбома «Бал-Маскарад» (2023), Житняков стал гостем выступления.
Михаил Житняков выступил соавтором музыки и текста песни «Арии» «Гордиев узел», представленной 30 мая 2025 года одновременно с видеоклипом на неё.

## Личная жизнь
Жена — Анна Житнякова. Дочери — Софья (род. 2015) и Ксения (род. 2019). Сын — Дмитрий (род. 22.08.2022)

## Общественная деятельность
- В 2005 и 2009 годах избирался депутатом Совета депутатов сельского поселения Константиновское по многомандатному избирательному округу № 1[18][19][20].

## Дискография

### Студийные альбомы
- 2006 — «Гран-КуражЪ»: Вечная игра
- 2008 — «Гран-КуражЪ»: Новой надежды свет
- 2011 — «Ария»: Феникс
- 2012 — «Гран-КуражЪ»: Сердца в Атлантиде
- 2014 — «Ария»: Через все времена
- 2018 — «Ария»: Проклятье морей
- 2020 — «Ария», перезаписи: Крещение огнём. Перезагрузка (2003) и Армагеддон. Перезагрузка (2006)
- 2025 — «Ария»: Четырнадцатый студийный альбом[21]

### Синглы
- 2010 — «Гран-КуражЪ»: На войне
- 2018 — «Ария»: Гонка за славой
- 2025 — «Ария»: Гордиев узел

### Концертные записи
- 2012 — «Ария»: В жёлтом круге арены
- 2013 — «Гран-КуражЪ»: Live/Best
- 2015 — «Ария»: Котёл истории. Live MMXV
- 2016 — «Ария»: Классическая Ария
- 2016 — «Ария»: 30 лет! Юбилейный концерт
- 2019 — «Ария»: Гость из царства теней
- 2022 — «Гран-КуражЪ»: IX жизней (записан в 2019)
- 2024 — «Ария»: Гость из царства теней. Наследие
- 2025 — «Ария»: Это рок

### Компиляции
- 2009 — Украдено из студии (только песня Искатели мира)
- 2010 — A Tribute to Ария. XXV (только песня Вулкан)
- 2012 — 10 лет в сети[22] (только песня Первый день осени)
- 2012 — «Ария»: Live in Studio
- 2016 — «Ария»: 30 (1985—2015)
- 2017 — «Гран-КуражЪ»: Demos & Rares (2004‒2010)

### Сессионные работы
- 2009 — Margenta: Дети Савонаролы (песня Опрокинутость (В небе))
- 2010 — Margenta: Цветок майорана (песня Цветок майорана)
- 2012 — Маврин: Противостояние (песня Русь)
- 2013 — Чёрный Обелиск: Мой мир (песня Ангелы)
- 2013 — Margenta: Sic Transit Gloria Mundi (песня Железный лес)
- 2018 — Margenta: Окситания (песня Пять углов нашей тайны)
- 2024 — «Гран-КуражЪ»: альбом Легенды мира из огня, песня Последняя глава

### Интернет-треки
- 2005 — с группой Гран-КуражЪ (песни Дай руку мне!, Странник, Рок мой!)
- 2006 — с группой Гран-КуражЪ (песни Я не верю, Что такое любовь?)
- 2008 — с группой Гран-КуражЪ (песни Мир для нас с тобою, Князь тишины — кавер на Nautilus Pompilius)
- 2010 — с В. Насоновым (песня Кто есть кто? — гимн парусной регаты «Who is Who»)[23]
- 2011 — с В. Насоновым (песня Словно вчера… (Школа))
- 2011 — с В. Насоновым и М. Светловым (1000 лиц — кавер на Чёрный Обелиск)[24]
- 2021 — «Теургия»: «Гений сновидений» (песня)
- 2023 —  релиз Новой версии песни Виталия Дубинина "Здесь и Сейчас"  с другими рок вокалистами.